# Action Beat
Action Beat er et britisk noise indie-rockband i Bletchley, Milton Keynes, dannet i 2004.

## Biografi
Action Beat udsprang af Bletchley-scenen i Milton Keynes, og har rendyrket en melodisk støjrock med gennemgående brug af dissonanser. De medlemmer er Don McLean (guitar), James Carney (guitar), Jake Burton (trommer), James Walsh (trommer), Lewis Webb, David McLean, Harry Taylor (guitar).

## Discografi
- 1977-2007: Thirty Years of Hurt, Then Us Cunts Exploded (Fortissimo Records, 2007)
- The Noise Band from Bletchley (Truth Cult/Southern Records, 2009)
- Unbelievable Fuck-Ups (Urquinaona Records) – 2010
- Beatings (Truth Cult/Southern Records, 2010)

### Peter James Taylor
- Mate (Fortissimo Records, 2010)

## Ekstern henvisning
- Action Beat hjemmeside